# Bosselshausen
 Bosselshausen (en alsacià Bosselshüse) és un municipi francès, situat a la regió del Gran Est, al departament del Baix Rin. L'any 2006 tenia 179 habitants. Fou creat l'1 de gener de 2007 com a segregació de Kirrwiller.
Forma part del cantó de Bouxwiller, del districte de Saverne i de la Comunitat de comunes de Hanau-La Petite Pierre.

## Administració
| Període | Identitat     | Partit |
| ------- | ------------- | ------ |
| 2007-   | Laurence Jost |        |